# NK Svjetlost Lužani
NK Svjetlost je nogometni klub iz Lužana u općini Oriovac.
Trenutačno se natječe se u 1. ŽNL Brodsko-posavskoj.